# Aéroport de Deir ez-Zor
L'aéroport de Deir ez-Zor (arabe  مطار دير الزور) (code IATA : DEZ • code OACI : OSDZ) est un aéroport situé à  Deir ez-Zor, dans l'est de la Syrie. En 2010, l'aéroport avait une capacité de 600 000 passagers.

## Histoire
Le 15 octobre 2012, de lourds tirs d’artillerie et de missiles sont lancés sur la ville depuis l’aéroport. Le 24 novembre 2012, des rebelles encerclent l’aéroport. Le 14 juillet 2014, les combattants de Daech commencent à assiéger la portion de Deir ez-Zor sous contrôle gouvernemental dans laquelle se trouve l'aéroport. Dans la nuit du 6 décembre 2014, Daech prend le contrôle du bataillon de missiles au nord-est de l’aéroport et tente d’attaquer la base aérienne elle-même, mais échoue dans cette entreprise. En 2015, il est le seul moyen de ravitaillement de la partie de la ville qui n'a pas encore été prise par l'État islamique à la suite de la Guerre civile syrienne. Le 16 janvier 2017, Daech parvient à isoler l'aéroport du reste de la ville assiégée,. Le 5 septembre 2017, les Forces du Tigre et les troupes de la 17e Division (en) ont lancé une offensive conjointe pour prendre les montagnes de Thardeh (capturés par les combattants de l’EIIL après un raid aérien (en) de la CJTF-OIR (en) sur les soldats assiégés de l'armée arabe syrienne, le 17 septembre 2016) et ainsi lever le siège de l’aéroport. C'est chose faite le 9 septembre 2017,, après un bombardement aérien massif des forces spatiales de la fédération de Russie. 
Le 17 octobre 2017, l'aéroport reprend ses activités et serait même en capacité d’accueillir à nouveau des vols commerciaux[réf. souhaitée]. 
En mai 2019, l'aéroport passe sous le contrôle du corps des Gardiens de la révolution islamique.

## Carte
| Palmyre Alep Lattaquié Damas Deir ez-Zor Kameshli |